# Логофтень
Логофтень (рум. Logofteni) — село у Фалештському районі Молдови. Адміністративний центр однойменної комуни, до складу якої також входить село Молдовянка.

## Населення
За даними перепису населення 2004 року у селі проживали 778 осіб.
Національний склад населення села:
| Національність       | Кількість осіб | Відсоток   |
| -------------------- | -------------- | ---------- |
| українці             | 569            | 73,1%      |
| молдавани румуни     | 169 1          | 21,7% 0,1% |
| росіяни              | 35             | 4,5%       |
| поляки               | 1              | 0,1%       |
| інша / без відповіді | 3              | 0,4%       |
| Всього               | 778            | 100%       |